# 平野直樹
平野 直樹（ひらの なおき、1965年11月2日 - ）は、三重県出身の元サッカー選手、指導者。現役時代のポジションはフォワード。

## 来歴
四日市中央工業高校では越後和男、江川重光と同期。3年時の1983年に高校総体に出場、決勝の水戸商業高校戦では決勝点をあげて初優勝に貢献した。冬の高校選手権ではベスト4進出。大会優秀選手に選出され、日本高校選抜の海外遠征に参加した。
1984年3月には越後と共に日本ユース代表に選出され、バングラデシュで開催されたAFCユース選手権東地区予選に出場した。
順天堂大学を卒業後、1988年に日本サッカーリーグの松下電器産業に加入。1989-90シーズンのJSL1部第17節、日立製作所戦でデビューし初アシストを記録。1990-91シーズンから定期的に出場機会を得るようになりリーグ戦17試合に出場、1991年の天皇杯優勝に貢献した。翌1991-92シーズンには出場機会は減少しリーグ戦6試合の出場に終わるも、第21節のマツダ戦で初得点を記録。JSL1部通算28試合に出場し1得点1アシストを記録した。1992年、プロ化によりガンバ大阪へ移行後もチームに在籍したが、同年限りで現役を引退した。
引退後は指導者に転じ、1993年にG大阪ユースのコーチ、1994年に同ジュニアユースの監督を務めた。その後、ベガルタ仙台のトップチームのコーチやユース監督、星稜高校などを指導。2003年、履正社高校サッカー部の創部と同時に監督に就任した。
2018年1月、日本高校サッカー選抜の監督に就任。同年春にドイツで行われたデュッセルドルフ国際ユースサッカー大会においてチームを優勝に導いた。

## 個人成績
| 国内大会個人成績 | 国内大会個人成績 | 国内大会個人成績 | 国内大会個人成績 | 国内大会個人成績 | 国内大会個人成績 | 国内大会個人成績 | 国内大会個人成績 | 国内大会個人成績 | 国内大会個人成績 | 国内大会個人成績 | 国内大会個人成績 |
| 年度             | クラブ           | 背番号           | リーグ           | リーグ戦         | リーグ戦         | リーグ杯         | リーグ杯         | オープン杯       | オープン杯       | 期間通算         | 期間通算         |
| 年度             | クラブ           | 背番号           | リーグ           | 出場             | 得点             | 出場             | 得点             | 出場             | 得点             | 出場             | 得点             |
| 日本             | 日本             | 日本             | 日本             | リーグ戦         | リーグ戦         | リーグ杯         | リーグ杯         | 天皇杯           | 天皇杯           | 期間通算         | 期間通算         |
| ---------------- | ---------------- | ---------------- | ---------------- | ---------------- | ---------------- | ---------------- | ---------------- | ---------------- | ---------------- | ---------------- | ---------------- |
| 1988-89          | 松下             |                  | JSL1部           | 0                | 0                | 0                | 0                | 0                | 0                | 0                | 0                |
| 1989-90          | 松下             | 24               | JSL1部           | 5                | 0                | 0                | 0                | 0                | 0                | 5                | 0                |
| 1990-91          | 松下             |                  | JSL1部           | 17               | 0                | 0                | 0                | 5                | 2                | 22               | 2                |
| 1991-92          | 松下             | 17               | JSL1部           | 6                | 1                | 0                | 0                | 1註1             | 0                | 7                | 1                |
| 1992             | G大阪            | -                | J                | -                | -                | 0                | 0                | 0註1             | 0                | 0                | 0                |
| 通算             | 日本             | 日本             | J                | 0                | 0                | 0                | 0                | 0                | 0                | 0                | 0                |
| 通算             | 日本             | 日本             | JSL1部           | 28               | 1                | 0                | 0                | 6                | 2                | 34               | 3                |
| 総通算           | 総通算           | 総通算           | 総通算           | 28               | 1                | 0                | 0                | 6                | 2                | 34               | 3                |

註1 1回戦の新日鉄室蘭戦のメンバーについては不明。
註2 1回戦の三菱自工水島戦のメンバーについては不明。
その他の公式戦
- 1990年
  - コニカカップ 4試合0得点